# Kazuhito Yamashita
Kazuhito Yamashita (山下 和仁 Yamashita Kazuhito?), [25 de marzo de 1961, Nagasaki, Japón es un guitarrista clásico.

## Biografía
Empezó su acercamiento a la guitarra, gracias a su padre, a los ocho años; a los once ya ganaba sus primeros concursos. En 1978, hizo su debut en China un año después en Italia y posteriormente en América en el Toronto Guitar Festival. Ha colaborado con 
la Filarmónica de Londres, la Orquesta Sinfónica NHK, la Orquesta de Cámara de Los Ángeles, la Orquesta de RTVE y The Tokyo String Quartet

## Carrera
Es un instrumentista de gran fama dentro y fuera de su país y con una técnica impresionante que hace que pueda tocar piezas de una gran complejidad. Aunque es un gran profesional ha sido criticado por la excesiva velocidad con que toca algunas piezas.

## Discografía
Su discografía cuenta con más de 75 discos, de los cuales solo unos pocos han sido editados en Europa. También ha realizado arreglos de obras como Cuadros de una exposición de Modest Músorgski, El pájaro de fuego de Stravinski, Scherezade de Rimski-Kórsakov, Sinfonía del Nuevo Mundo de Antonín Dvořák o Las cuatro estaciones de Vivaldi.

## Enlaces
- Sitio Web Oficial de Kazuhito Yamashita
- Grabaciones de Kazuhito Yamashita

- Datos: Q1262748